# WEPN (AM)
WEPN est une station de radio américaine diffusant ses programmes en ondes moyennes (1050 kHz) sur New York. Cette station est une radio d'informations sportives filiale d'ESPN.
Cette station a commencé ses émissions le 2 septembre 2001 sous le nom de WEVD. C'est notamment la station officielle des New York Knicks (NBA), des Rangers de New York (LNH) et des New York Jets (NFL).
Depuis le 30 avril 2012, la programmation de WEPN est diffusée en simultané sur WRKS 98,7 FM à New York, dans une tentative d'acquérir les droits sur les matchs de baseball des Yankees (présentement sur WCBS) ou des Mets (présentement sur WFAN). En septembre 2012, WEPN sur la bande AM deviendra ESPN Deportes Radio en langue espagnole.